# Benedek Murka
Benedek Murka (Budapest, 10 settembre 1997) è un calciatore ungherese, attaccante del Csákvári.

## Caratteristiche tecniche
È un'ala destra.

## Carriera

### Nazionale
Il 16 ottobre 2018 ha esordito con la nazionale Under-21 ungherese disputando il match di qualificazione per gli Europei del 2019 perso 2-1 contro la Turchia.